# Lake Lorraine, Florida
Lake Lorraine är en ort (CDP) i Okaloosa County, i delstaten Florida, USA. Enligt United States Census Bureau har orten en folkmängd på 7 010 invånare (2010) och en landarea på 5,2 km².